# Lucio Quincio
Lucio Quincio (en latín, Lucius Quinctius) fue un político y militar romano del siglo I a. C.

## Carrera pública
Obtuvo el tribunado de la plebe en el año 74 a. C. cuando tenía unos cincuenta años. Se opuso activamente a las leyes silanas y se esforzó por tratar de recuperar el poder del que habían sido privados los tribunos de la plebe. Debido a que los jueces se tomaban de las filas de los senadores según la legislación silana, utilizó la sentencia del juicio contra Opiánico alegando que los jueces habían sido sobornados por Cluencio para condenar al primero; clamó por la inocencia de Opiánico y elevó la indignación a tales niveles que Cayo Junio, quien había presidido el juicio, se retiró de la vida pública. Finalmente, Lúculo, cónsul en ejercicio, se opuso a él en público y lo instó en privado a detenerse.
Durante la guerra de Espartaco, en el año 71 a. C., fue jefe de un ala de la caballería de Craso. En el año 68 a. C. fue pretor. Consiguió que el Senado enviara un sucesor para reemplazar a Lúculo, aunque este trató de sobornarlo para que desistiera.